# 徐慶亨
徐慶亨（1476年—？），字世嘉，浙江台州府黃巖縣人，匠籍，明朝政治人物。

## 生平
弘治十四年（1501年）辛酉科浙江鄉試第二十三名舉人。弘治十八年（1505年）中式乙丑科會試第二百三十名，三甲第一百九十六名進士。

## 家族
曾祖徐從輔；祖父徐啟直；父徐濟英，訓導。母顧氏。具庆下。